# One Night Only (groupe)
Pour les articles homonymes, voir One Night Only.
 (décembre 2021).
Si vous disposez d'ouvrages ou d'articles de référence ou si vous connaissez des sites web de qualité traitant du thème abordé ici, merci de compléter l'article en donnant les références utiles à sa vérifiabilité et en les liant à la section « Notes et références ».
One Night Only est un groupe de rock alternatif britannique, originaire de Helmsley, dans le Yorkshire du Nord, en Angleterre.

## Biographie

### Débuts (2003–2006)
One Night Only formé durant l'été 2003, et comprend à l'origine de Hayton, Parkin, Ford ainsi que d'un ami d'école Kai Smith. Le groupe n'avait alors aucun chanteur jusqu'à ce que George Craig, un ami du frère de Ford rejoigne le groupe. Le groupe lui demande d'être le chanteur attitré du groupe mais celui demande également à jouer de la guitare. Smith quitte peu après le groupe. 
Contrairement à certaines rumeurs, ils n'ont pas commencé en reprenant des tubes des Beatles, mais plutôt en jouant des chansons de groupe tels que Blink 182, New Found Glory ainsi que leurs propres créations. Le nom, One Night Only, est venu lorsqu'on leurs demanda de faire un concert, ils n'avaient à ce moment aucun nom, « One Night Only » est alors venu car, comme il l'indique littéralement, il devait être utilisé pour « une nuit seulement », mais le groupe décide de le garder. Ils effectuent leurs premier concert le 12 décembre 2003 au Kirkbymoorside Memorial Hall, devenu un lieu populaire dans les premiers jours. 
En 2005, le claviériste, Jack Sails rejoint le groupe. Le groupe apparait ensuite dans le show Alan Carr et de Justin-Lee Collins, The Friday Night Project qui permet au groupe de jouer leurs troisième single It's About Time. George Craig est aussi apparu dans Hollyoaks (un soap opera anglais) où il joue une version acoustique de la même chanson.

### Started a Fire(2007–2008)
En 2007, le groupe tourne avec des groupes tels que Milburn, ou encore The Pigeon Detectives. Leur première tournée débute en janvier 2008 pour se terminer en mars, mais une plus grande est prévue pour automne 2008. Leur premier album, Started a Fire, est enregistré aux RAK Studios à St John's Wood, Londres, d'août à septembre 2007. L'album est produit par Steve Lillywhite, réputé pour son travail avec U2 est demandé de revenir pour les aider avec leur dernier album No Line in the Horizon.
You and Me est leur premier single, sorti en octobre 2007. Il ne réussit pas à percer dans le Top UK 40, atteignant la 46e place. Just for Tonight, le deuxième single de leur album, rencontre plus de succès, atteignant la 10e place de l'UK Singles Chart. Le single est sorti dans 28 janvier 2008, et l'album, lui, sort une semaine plus tard, le 4 février 2008. Just for Tonight est par ailleurs utilisé par le NOS, en Suisse, pour l'euro 2008 de football comme générique de l'émission de football, Studio Sportzomer (diffusé sur Nederland 1). Le groupe est également venu chanter en live pour la dernière émission.
It's About Time est le troisième single à paraître, le 28 avril 2008. Il n'atteint pas le succès de Just for Tonight, culminant à la 37e place du classement. Le 7 juillet 2008, un quatrième single, une réédition de You and Me sort, il est classé premier pendant cinq semaines dans les charts indépendants.

### One Night Only(2008–2010)
Un deuxième album est initialement prévu pour l'été 2009. Le groupe annonce qu'il a écrit plus de 25 nouvelles chansons depuis la sortie, Started a Fire. L'album éponyme sort finalement le 23 août 2010, et devait inclure de nouvelles chansons telles que Intention Confidential, A Thousand Dreams et Daydream ; ces chansons seront jouées pendant leur tournée en octobre, ainsi que Live It Up et Hurricane, qui avaient montré dans les clips une vidéo web transférée par eux. Aucune de ces chansons n'est incluse dans la liste finale des chansons, même si Daydream et Hurricane ont été enregistrées en tant que face B, accompagnées d'une piste bonus iTunes.
Le 19 mars 2010, il est annoncé par un bulletin électronique du groupe et MySpace que l'enregistrement de leur deuxième album est terminé. Le groupe annonce également le départ du batteur Sam Ford. James Craig, le frère ainé de George Craig, ancien membre de Joe Lean and the Jing Jang Jong, est annoncé comme nouveau batteur du groupe dans le même bulletin. Le groupe joue également des nouvelles chansons de leur nouvel album au cours de la visite au festival SXSW 2010 à Austin, au Texas. Six nouvelles chansons sont enregistrées : Chemistry, Anything, Forget My Name, Say You Don't Want It, Got It All Wrong et All I Want. Le vidéo-clip de Chemistry est tourné à Almeria (Espagne), dans le désert, le 17 août 2010. Le 12 mai 2010, le groupe met en ligne un nouvel épisode de ONO Wednesday sur leur second photo shoot de l'album.
Le premier single extrait du nouvel album est Say You Don't Want It qui sort le 16 août 2010. Un clip vidéo est créé pour accompagner le chant, mettant en vedette l'actrice anglaise Emma Watson, avec qui le chanteur du groupe, George Craig, sort alors. Le 22 août 2010, la chanson est entrée dans le UK Singles Chart à la 23e position. L'album, qui est éponyme, sort une semaine plus tard, le 23 août 2010. Le frère du chanteur, George Craig, James Craig (alias Bummer Jong) est également le batteur du groupe de rock Joe Lean and the Jing Jang Jong. Il rejoint One Night Only en 2010. Le leader du groupe, George Craig, est mannequin pour la marque Burberry. Pendant le shooting de la campagne Burberry Spring 2010, il rencontre l'actrice Emma Watson. Le 25 juin 2010, à Glastonbuty ils révèlent qu'ils ont une relation amoureuse.

### ONO Wednesdays(2011–2013)
Après le succès de leur tournée de Started a Fire en octobre 2008, le groupe sort une vidéo d'eux-mêmes à jouer au golf sur MySpace et YouTube. Le succès de cette vidéo a influencé le groupe pour sortir une vidéo tous les mercredis, en gardant les fans informés sur ce que la bande fait. Sur la 20e semaine (du 1er avril) de l'édition des vidéos, un échantillon d'une nouvelle chanson, Tonight, est utilisé. Sur la 29e semaine (3 juin), les représentations d'avant-bande d'un spectacle à New York pour le label de mode Burberry, y compris de nouvelles chansons This Is a Hurricane' et Live It Up avec un petit clip de la version studio de This Is a Hurricane à la fin.
Le 28 avril 2010, à la fin de leur vidéo It's Alright - Live à Helmsley, ils jouent un clip de la version studio de finale de Say You Don't Want It. Ils mettent le teaser même à la fin de leurs dernières vidéos.

### Get Around to It(depuis 2014)
À minuit le 16 septembre 2014, le groupe révèle sur leur site officiel le single Get Around to It, premier extrait de leur troisième album. Le 13 octobre, le groupe annonce également sur les réseaux sociaux le départ du guitare Mark Hayton. À minuit le 4 novembre est révélé sur le site internet le deuxième single, Plasticine. 

## Membres

### Membres actuels
- George Craig – chant, guitare (2003)
- Daniel Parkin – basse (depuis 2003)
- Jack Sails – claviers, chœurs (depuis 2005)
- James Craig – batterie (depuis 2010)

### Anciens membres
- Kai Smith – guitare (2003)
- Sam Ford – batterie (2003–2010)
- Mark Hayton – guitare, chœurs (2003–2014)

## Discographie

### Albums studio
- 2007 : Started a Fire
- 2011 : One Night Only (2010) #36 UK
- 2015 : Where The Sleepless Go

### Singles
- 2007 : You and Me
- 2008 : Just for Tonight
- 2008 : It's About Time
- 2010 : Say You Don't Want It